# Хёэр (коммуна)
Хёэр (швед. Höör) — коммуна на юге Швеции, входит в состав лена Сконе. Административный центр и главный населённый пункт — город Хёэр.

## География
Территория коммуны расположена на юге страны ив центральной части лена Сконе. Площадь коммуны составляет 320 км2, из них 290.85 км2 — земля и 29.15 км2 — вода. Здесь расположено озеро Рингсьон, состоящее из двух частей.
Двумя главными достопримечательностями муниципалитета являются зоологический сад Зоопарк Сконе и замок Босйоклостер, основанный в 12 веке. Замок расположен у озера Рингсьон; зоологический сад находится к северу от города Хёэр.

## Населённые пункты
В состав коммуны входят шесть населённых пунктов. Большая часть население сосредоточена в городе.
| № | Населённый пункт | Население (2015) |
| - | ---------------- | ---------------- |
| 1 | Хёэр             | 10 986           |
| 2 | Тьёрнарп         | 829              |
| 3 | Сьюннеруп        | 234              |
| 4 | Норра Рёрум      | 210              |
| 5 | Сногерёд         | 208              |
| 6 | Лёберёд          | 10               |